# Euxoa nostra
Euxoa nostra är en fjärilsart som beskrevs av Smith 1890. Euxoa nostra ingår i släktet Euxoa och familjen nattflyn. Inga underarter finns listade i Catalogue of Life.